# Nikolaj Žerdev
Mykola Olehovyč "Nikolaj" Žerdev (in ucraino Микола Олегович Жердев?; Kiev, 5 novembre 1984) è un hockeista su ghiaccio ucraino naturalizzato russo, attaccante nell'Alleghe Hockey, squadra della Italian Hockey League.

## Palmarès

### Mondiali
- 2 medaglie (con la Russia):
  - 2 ori (Svizzera 2009; Finlandia/Svezia 2012)